# Notoscyphus lutescens
Notoscyphus lutescens là một loài rêu tản trong họ Jungermanniaceae. Loài này được (Lehm. & Lindenb.) Mitt. miêu tả khoa học lần đầu tiên năm 1871.